# John Hastings, I barone Hastings

Stemma della famiglia Hastings.

John Hastings, I barone Hastings (Warwickshire, 6 maggio 1262 – 10 febbraio 1313), è stato un nobile inglese, pretendente al trono di Scozia dopo l'estinzione del casato dei Dunkeld.

## Biografia

### Giovane ereditiero
Era il figlio maggiore di Henry de Hastings e di Joan de Cantilupe. Suo padre morì nel 1268, quando John aveva appena sei anni, ed ereditò quindi molto presto il patrimonio familiare; la morte prematura di suo zio George de Cantilupe senza eredi nel 1274 gli permise inoltre di ereditare anche la baronia di Abergavenny.

### Pretendente al trono
Fu a lungo al servizio di Edoardo I d'Inghilterra, seguendolo nelle sue numerose campagne militari e divenendo uno degli uomini a lui più fedeli. Ciò tuttavia non gli impedì di reclamare il trono di Scozia dopo la morte della regina Margherita nel 1290. Hastings discendeva infatti per linea paterna dal principe Davide di Scozia, fratello dei re Malcolm IV e Guglielmo I. Inoltre la sua discendenza era indiscutibilmente diretta e legittima, e ciò lo rendeva uno dei favoriti per la successione scozzese.
Ciò che tuttavia compromise la candidatura fu il suo approccio alla contesa, rivelatosi del tutto fallimentare. Hastings assunse degli avvocati per perorare la propria causa, i quali dopo molte ricerche svilupparono una tesi inconsueta: secondo loro la Scozia non poteva considerarsi un vero regno in base a molteplici argomenti (tra i quali la non unzione del re al momento della presa di potere), e quindi la contesa non aveva motivo di essere; Hastings quindi cercò di convincere gli altri contendenti ad "abolire" la corona di Scozia e a spartirsi i vari territori tra loro.

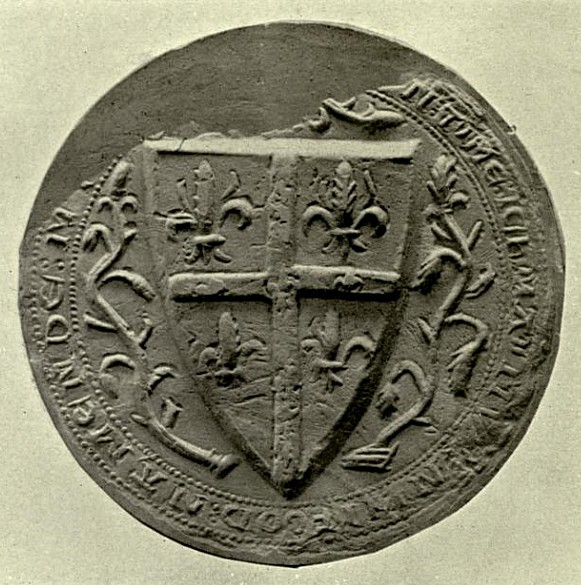
Sigillo di John Hastings in una lettera del 1301 a papa Bonifacio VIII.

Prevedibilmente però gli altri signori scozzesi rifiutarono del tutto tale approccio, e neanche il suo protettore Edoardo I, chiamato ad arbitrare contesa, lo appoggiò. Hastings ne uscì quindi del tutto sconfitto, e la corona scozzese andò infine a John Balliol.

### Ultimi anni
Nel 1295 venne convocato dal parlamento inglese come barone Hastings, e ciò sancì definitivamente l'ascesa della sua famiglia nella nobiltà inglese. Partecipò alla prima guerra d'indipendenza scozzese, dove per i suoi servigi venne premiato con l'intero feudo di Menteith.
Morì nel 1313, venendo succeduto dal figlio John.

## Discendenza
John Hastings si sposò due volte, la prima con Isabella de Valence, sorella di Aymer de Valence, II conte di Pembroke, uno dei comandanti inglesi alla successiva battaglia di Bannockburn; da lei ebbe quattro figli:
- William Hastings (1282-1311), premorto al padre;
- John Hastings, II barone Hastings (1286-1325), che gli succedette;
- Elizabeth Hastings, sposata a Roger de Grey;
- Joan Hastings.

Sposò poi in seconde nozze Isabel le Despencer, sorella del favorito di re Edoardo II d'Inghilterra Ugo Despenser il Giovane, e da lei ebbe altri tre figli:
- Thomas Hastings (?-1333);
- Hugh Hastings (1310-1347), antenato degli attuali lord Hastings;
- Margaret Hastings (?-1359).

## Ascendenza
|                                  |                         |                        | Genitori                                   |  |  | Nonni |  |  | Bisnonni            |  |  | Trisnonni           |  |
|                                  |                         |                        |                                            |  |  |       |  |  | William de Hastings |  |  | William de Hastings |  |
|                                  |                         |                        |                                            |  |  |       |  |  | William de Hastings |  |  | William de Hastings |  |
|                                  |                         | Maud Banastre          |                                            |  |  |       |  |  | William de Hastings |  |  |                     |  |
| sir Henry de Hastings            |                         |                        |                                            |  |  |       |  |  | William de Hastings |  |  |                     |  |
|                                  |                         | Margaret Bigod         | Roger Bigod, II conte di Norfolk           |  |  |       |  |  |                     |  |  |                     |  |
|                                  |                         | Margaret Bigod         | Roger Bigod, II conte di Norfolk           |  |  |       |  |  |                     |  |  |                     |  |
|                                  |                         | Margaret Bigod         | Ida de Tosny                               |  |  |       |  |  |                     |  |  |                     |  |
| Henry de Hastings                |                         | Margaret Bigod         |                                            |  |  |       |  |  |                     |  |  |                     |  |
|                                  |                         | Davide di Scozia       | Enrico di Scozia                           |  |  |       |  |  |                     |  |  |                     |  |
|                                  |                         | Davide di Scozia       | Enrico di Scozia                           |  |  |       |  |  |                     |  |  |                     |  |
|                                  |                         | Davide di Scozia       | Ada de Warenne                             |  |  |       |  |  |                     |  |  |                     |  |
| Ada di Huntingdon                |                         | Davide di Scozia       |                                            |  |  |       |  |  |                     |  |  |                     |  |
|                                  |                         | Matilda di Chester     | Ugo di Kevelioc                            |  |  |       |  |  |                     |  |  |                     |  |
|                                  |                         | Matilda di Chester     | Ugo di Kevelioc                            |  |  |       |  |  |                     |  |  |                     |  |
|                                  |                         | Matilda di Chester     | Bertrada de Montfort                       |  |  |       |  |  |                     |  |  |                     |  |
| John Hastings, I barone Hastings |                         | Matilda di Chester     |                                            |  |  |       |  |  |                     |  |  |                     |  |
|                                  | William II de Cantilupe | William I de Cantilupe |                                            |  |  |       |  |  |                     |  |  |                     |  |
|                                  | William II de Cantilupe | William I de Cantilupe |                                            |  |  |       |  |  |                     |  |  |                     |  |
|                                  | William II de Cantilupe | Mazilia de Bracy       |                                            |  |  |       |  |  |                     |  |  |                     |  |
| William III de Cantilupe         | William II de Cantilupe |                        |                                            |  |  |       |  |  |                     |  |  |                     |  |
|                                  |                         | Millicent de Gournai   | Hugh de Gournai                            |  |  |       |  |  |                     |  |  |                     |  |
|                                  |                         | Millicent de Gournai   | Hugh de Gournai                            |  |  |       |  |  |                     |  |  |                     |  |
|                                  |                         | Millicent de Gournai   | Juliane de Dammartin                       |  |  |       |  |  |                     |  |  |                     |  |
| Joan de Cantilupe                |                         | Millicent de Gournai   |                                            |  |  |       |  |  |                     |  |  |                     |  |
|                                  |                         | Guglielmo di Braose    | Reginald de Braose                         |  |  |       |  |  |                     |  |  |                     |  |
|                                  |                         | Guglielmo di Braose    | Reginald de Braose                         |  |  |       |  |  |                     |  |  |                     |  |
|                                  |                         | Guglielmo di Braose    | Grecia Briwere                             |  |  |       |  |  |                     |  |  |                     |  |
| Eva de Braose                    |                         | Guglielmo di Braose    |                                            |  |  |       |  |  |                     |  |  |                     |  |
|                                  |                         | Eva Marshal            | Guglielmo il Maresciallo                   |  |  |       |  |  |                     |  |  |                     |  |
|                                  |                         | Eva Marshal            | Guglielmo il Maresciallo                   |  |  |       |  |  |                     |  |  |                     |  |
|                                  |                         | Eva Marshal            | Isabella di Clare, IV contessa di Pembroke |  |  |       |  |  |                     |  |  |                     |  |
|                                  |                         | Eva Marshal            |                                            |  |  |       |  |  |                     |  |  |                     |  |